# Chajjim Ari’aw
Chajjim Ari’aw (hebr.: חיים אריאב, ang.: Haim Ariav, ur. 1895 w Lidzie, zm. 16 czerwca 1957) – izraelski polityk, w latach 1951–1957 poseł do Knesetu z listy Ogólnych Syjonistów.
W wyborach parlamentarnych w 1951 po raz pierwszy dostał się do izraelskiego parlamentu. Zasiadał w Knesetach II i III kadencji. Zmarł 16 czerwca 1957, mandat objął po nim Ja’akow Kliwnow.